# Klaus Kumrow
Klaus Kumrow (* 28. September 1959 in Hannover; † 21. März 2010 in Hamburg) war ein deutscher bildender Künstler.

## Leben

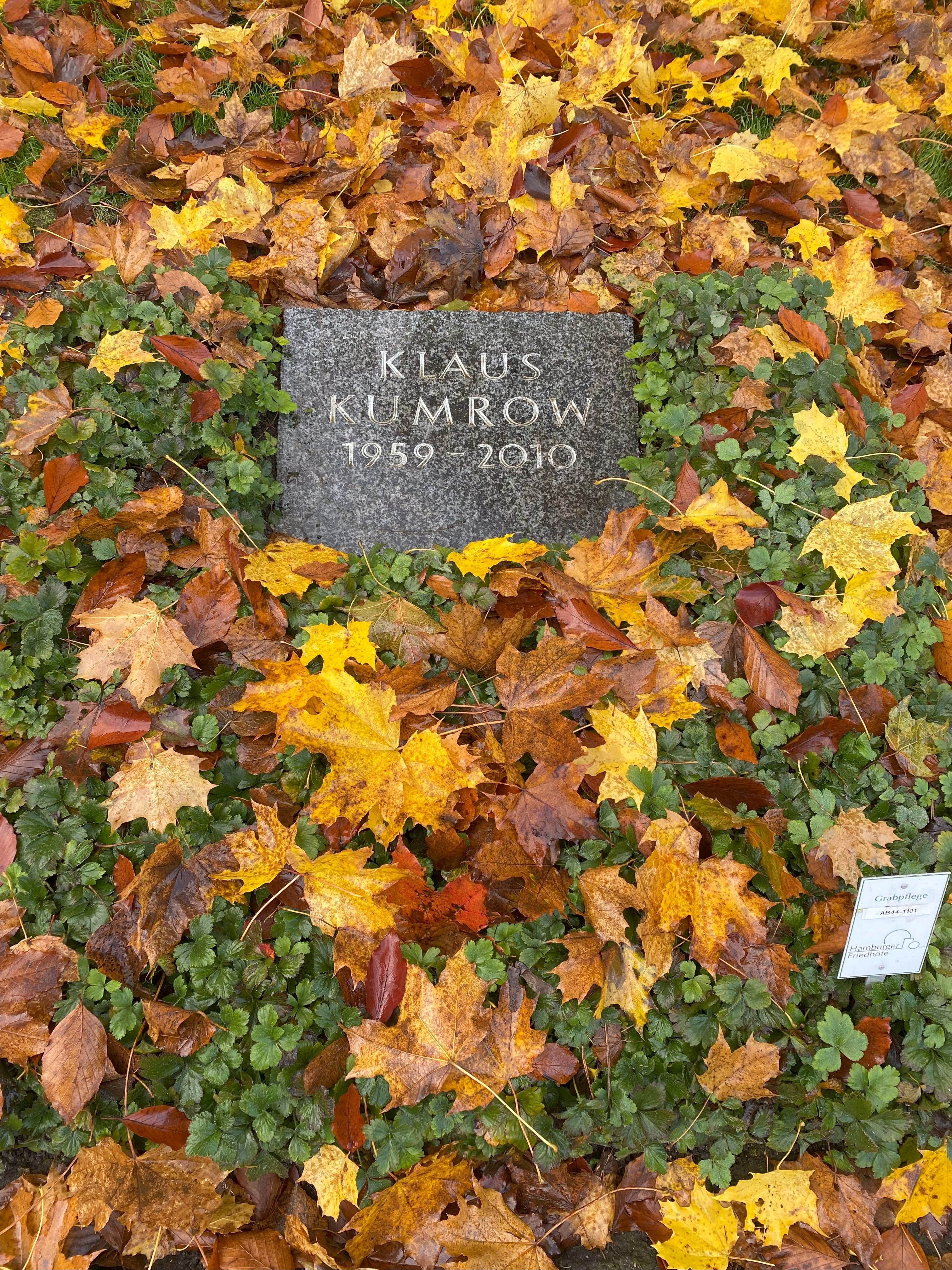
Grabstätte auf dem Friedhof Ohlsdorf (Planquadrat AB 44)

Kumrow studierte von 1980 bis 1984 an der Hochschule für Bildende Künste Hamburg. Neben Skulpturen, Aquarellmalerei und Glasarbeiten beschäftigte sich Kumrow mit der Fotografie als eigenständige künstlerische Disziplin. Seine ersten Aquarelle entstanden als Entwürfe für seine Objekte. Später erst nutzte er die Technik als eigene künstlerische Form. 1987 nahm er als bis dahin jüngster Künstler an der documenta 8 teil.
Sein Werk befasst sich stark mit Konstruktion und Dekonstruktion, was in den Objekten am sichtbarsten wird. Besondere Aufmerksamkeit erlangten seine Arbeiten beim Hamburger Architektursommer 2000. In einer Zusammenarbeit mit dem bekannten Architekten Hadi Teherani hat Kumrow dessen Gebäude künstlerisch umgesetzt. Dabei setzte er Fotografien der Gebäude wiederum mit rein fotografischen Mitteln neu zusammen und präsentierte sie auf riesigen Cibachrome-Tafeln.
Kumrows Werke befinden sich in zahlreichen öffentlichen und privaten deutschen Sammlungen und in Bundesministerien in Berlin. Kumrow lebte und arbeitete in Hamburg und war ab 1999 Mitglied der Freien Akademie der Künste Hamburg.
Klaus Kumrow verstarb am 21. März 2010 in Hamburg an den Folgen einer Krebserkrankung. Er ruht auf dem Friedhof Ohlsdorf in der Nähe von Kapelle 9.

## Ausstellungen
- 1984: Produzentengalerie Hamburg
- 1987: Teilnahme documenta 8
- 1987: Kunstverein Ulm
- 1993: Kunsthalle Bremen
- 1993: Museum Wiesbaden
- 1995: Hamburger Kunsthalle
- 1995: Kunsthalle zu Kiel
- 1996: Westfälischer Kunstverein, Münster
- 1998: Hamburger Kunsthalle